# Corea del Sur en el Festival de la Canción de la UAR
Corea del Sur debutó en su edición el 14 de octubre del 2012 en Seúl, en el KBS Concert Hall Seoul, donde participaron once naciones de Asia y Oceanía. Corea del Sur se convertiría en el primer país sede de los Festivales de la Canción de la UAR o ABU TV Song festival en inglés. Sus representantes fueron el grupo TVXQ, que fueron elegidos  por la KBS, la agencia encargada de la representación del país en el festival; ellos se convertirían en los primeros representantes de Corea del Sur en el festival, con el tema Catch Me.

## Edición Seúl  2012
En el año 2012 se llevarían a cabo las primeras ediciones de los Festivales de la Canción de la UAR. Corea del Sur fue sede de la primera edición del Festival de la Canción de la UAR, pero también lo fue del primer Festival Radiofónico de la Canción de la UAR, que tuvo lugar en el KBS Hall en Seúl el 11 de octubre del 2012. En este Festival Radiofónico, Corea del Sur ganó la primera edición en su misma sede colocándose en primera posición por encima de Australia y Malasia. El representante de Corea del Sur y quien le dio la victoria fue Bily Acoustie con el tema For a Rest. Aunque el nombre de la canción esté en inglés, la canción fue cantada completamente en coreano. Si bien el Festival Radiofónico es competitivo, el Festival Televisivo de la Canción no lo es. ABU Asia-Pacific Broadcasting Unión. En la primera edición del Festival de la Canción de la UAR la KBS, cadena nacional encargada de la representación del país coreano en el festival, fichó al grupo TVXQ con el tema Catch Me; ellos se convertirían en los primeros representantes del país y en ser los anfitriones. En el Festival Televisivo de la Canción, el grupo era uno de los favoritos del público junto con el grupo femenino Perfume, representantes de Japón.

## Participaciones de Corea del Sur en el Festival de la Canción de la UAR
| Año  | Sede  | Artista     | Canción            | Idioma          | Nº de Actuación |
| ---- | ----- | ----------- | ------------------ | --------------- | --------------- |
| 2012 | Seúl  | TVXQ        | "Catch Me"         | Coreano, Inglés | Nº 11           |
| 2013 | Hanói | Sistar      | "Give It to Me"    | Coreano, Inglés | Nº 02           |
| 2014 | Macao | Girl's Days | "Something" (썸씽) | Coreano         |                 |

## Festivales organizados
| Año  | Localización | Lugar            | Presentadores                     |
| ---- | ------------ | ---------------- | --------------------------------- |
| 2012 | Seúl         | KBS Concert Hall | Han Seok Joon & Jamaica dela Cruz |